# Woluwe-Saint-Pierre
Sint-Pieters-Woluwe (holland) vagy Woluwe-Saint-Pierre (francia) egyike a Brüsszel fővárosi régiót alkotó 19 alapfokú közigazgatási egységnek, községnek. A kerület egyike a Brüsszelben található elegánsabb lakóövezeteknek, jellegében leginkább Londonban a Kensington és Chelsea kerületre hasonlít. A kerületben vegyesen találhatók apartmanok, sorházak és saját kerttel rendelkező családi házak.
A kerületen halad keresztül a gesztenyefákkal szegélyezett Tervuren Avenue (franciául: Avenue de Tervueren, hollandul: Tervurenlaan) , számos nagykövetség található a Montgomery tér (Place Montgomery, Montgomeryplein) közelében. A kerület területén valaha áthaladó három folyóból mára jórészt csak a Woluwe folyó, a Zenne mellékfolyója látható.

## A kerület elnevezése

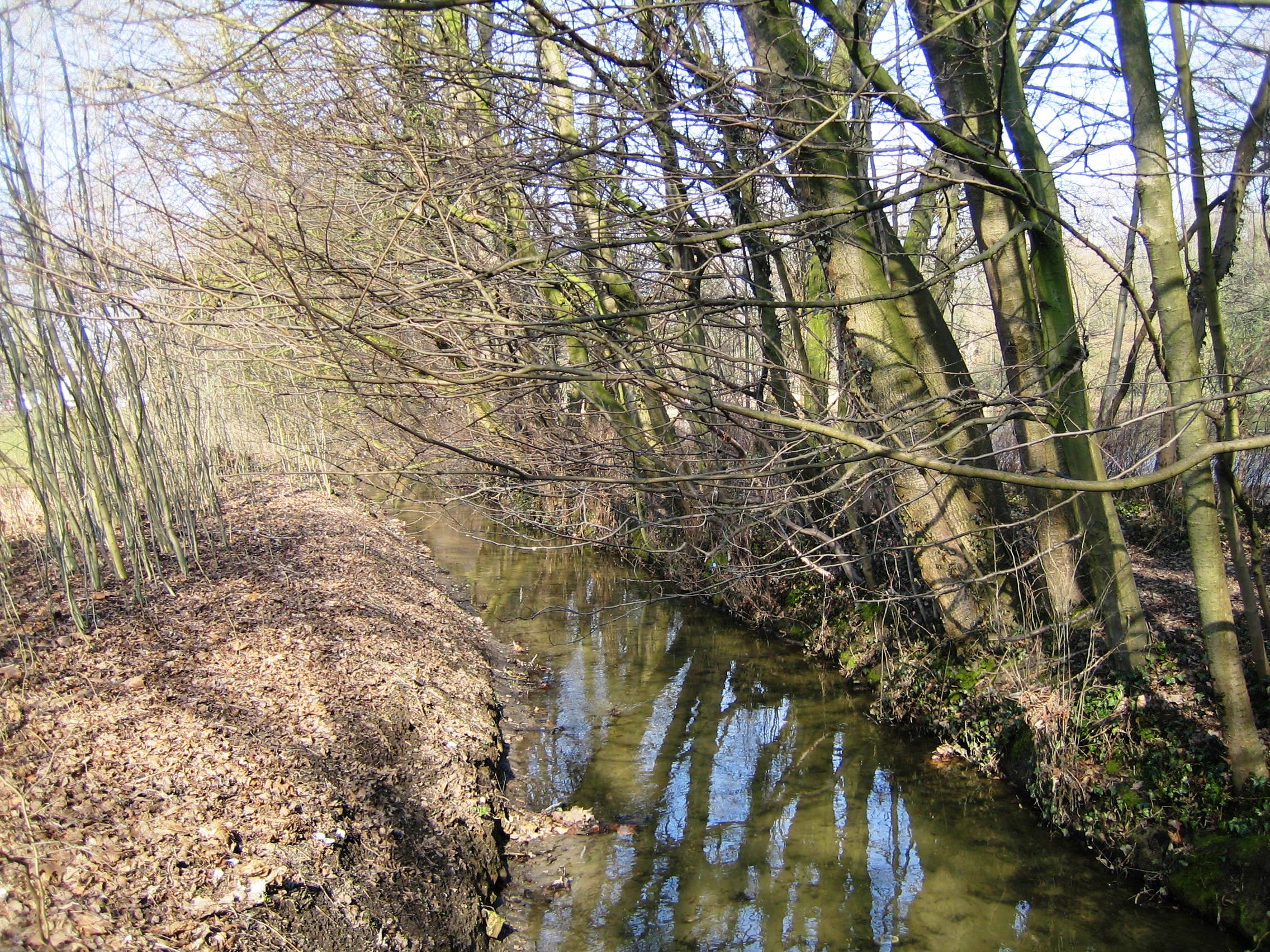
Woluwe river

A kerület hivatalos neve hollandul Sint-Pieters-Woluwe, amely megfelel a holland kiejtésnek ['wɔ.ly.wə].
A hivatalos francia elnevezést (Woluwe-Saint-Pierre) időnként a kiejtésnek megfelelő helyesírással írják: Woluwé-Saint-Pierre, amely a francia-ajkúak számára természetesebben hangzik ([wɔ.ly.we]). A francia Woluwe-Saint-Pierre gyakran rövidítik Woluwe-St-Pierre vagy WSP-re.

## Földrajzi adatok
- Területe: 885 hektár
- Legmagasabb pontja: 110 m (Quatre Bras és Trois Couleurs), legalacsonyabb pontja: 44 m (Boulevard de la Woluwe)
- Éghajlata: kontinentális, erős atlanti befolyással. Az évszakok közötti különbség nem annyira markáns, mint Magyarországon, az éves átlaghőmérséklet 10 °C. A januári átlaghőmérséklet 2,2 °C a júliusi 17,8 °C. Az átlagos éves csapadékmennyiség 699mm.
- A kerületben a talaj a Woluwe folyó völgyére jellemző homokos-löszös-agyagos.
- A kerületben három nagy park található, a Parc de Woluwe, a Parc de Parmentier, valamint a Brüsszelt délkeletről övező Forest of Soignes északnyugati csücske. A parkok összterülete 178 hektár.
- A kerületben két folyó forrása található, a Kersbeek, amely a Leybeek mellékfolyója és a Vloedgroebbe. A Woluwe folyó, a kerület legjelentősebb felszíni vízfolyása, Boisfort kerületben ered. Ezek közül mára csak a Woluwe látható.

## A kerület története

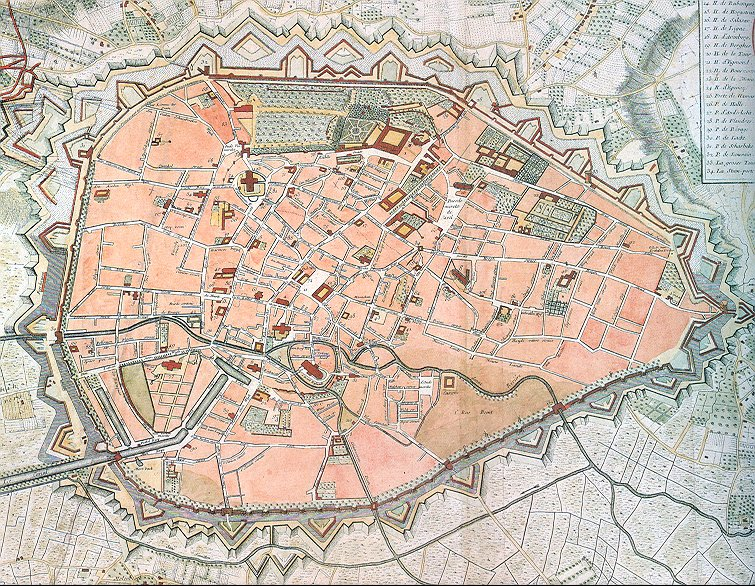
Brüsszel térképe 1745-ből

A kerület nevének első említése Wolewe formában 1117-ből származik, a vorsti apátság egyik oklevelében, amikor a Woluwe folyó és a mellette fekvő települések a Leuven mellett található parki apátság birtokai voltak. Brüsszel és környéke később a brabanti hercegséghez tartoztak, amit a többi németalföldi állammal együtt előbb a 15. században a burgundi hercegek, majd a 16. században V. Károly német-római császár uralkodásával a Habsburg-család egyesített uralma alatt.
Károly utóda, II. Fülöp spanyol király uralma alatt kezdődtek a protestánsüldözések, mire válaszul a protestáns tartományok harcot indítottak függetlenségükért. 1561-ben a lázadók lerombolták a helyi kolostorokat, elűzték a szerzeteseket és a közeli erdőkben tartották a gyűléseiket. A helyi, Szent Péternek szentelt templom harangjait ekkor elrejtették és csak 1585-ben kerültek elő ismét rejtekhelyükről.
A harcokkal együtt járó éhínségek és járványok megtizedelték Brüsszel és környékének lakosságát és a viszonylagos béke csak VII. Albert osztrák herceg és felesége, Izabella Klára Eugénia spanyol infánsnő kormányzára alatt tért vissza. Ekkor épült meg a Brüsszelt a szomszédos Tervurennel összekötő első főút, amely akkor a "Herceg útja" (rue du Duc v. Hertogstraat) nevet viselte.
A francia forradalom és az osztrák helytartó elűzésével ismét nehéz idő következtek be a helyi lakosok életében: a Brüsszelt a flamand városokkal összekötő utakon nem volt biztonságok utazni, a háborúskodás miatt éhínség tört ki, a helyi vadállomány nagy részét kiirtották, hogy a lakosság élelemhez jusson. Mivel a fűtéshez használt szén és fa sem állt a lakosság rendelkezésére, megkezdődött a Woluwe folyó menti lápos terület lecsapolása és a tőzeg kitermelése.
1800. március 18-án Napóleon rendeletét követően a kerület elnyerte függetlenségét Brüsszel városától és május 26-án az első polgármester, Marc Fabry, és helyettese, Philippe Theunis, letették a hivatali esküt. 1819. január 13-án tartották az első helyi önkormányzati választásokat, aminek eredményeként Henri Van Keerbergen foglalta el a polgármesteri hivatalt. A belga függetlenség 1830-as kivívása után új önkormányzat alakult, amely megépítette a kerület első iskoláját, ami egyben polgármesteri hivatalként is működött. Az épületet 1958-ban lerombolták, amikor a jelenlegi polgármesteri hivatal megépült.
A kerület életében igazi fellendülés a 19. szd. utolsó évtizedeiben következett be, amikor megépült a Tervuren Avenue, amit jórészt II. Lipót belga király saját forrásaiból finanszírozott az 1897-es jubileumi ünnepségekre. 1880 és 1910 között épült meg a helyi vasútvonal, számos villa, mint például a Palais Stoclet és a helyi lakosok pihenését szolgáló Woluwe Park. 1906-ban egy versenypálya is felépült a kerületben, amit mára leromboltak. A korábban számottevő halászat és mezőgazdasági tevékenységek az első világháború után hanyatlásnak indultak, amit csak felgyorsított a második világháború utáni urbanizáció folyamata, amikor sok tehetős brüsszeli polgár költözött a kerületbe, illetve a szomszédos Woluwe-Saint-Lambert-be.

## Látnivalók

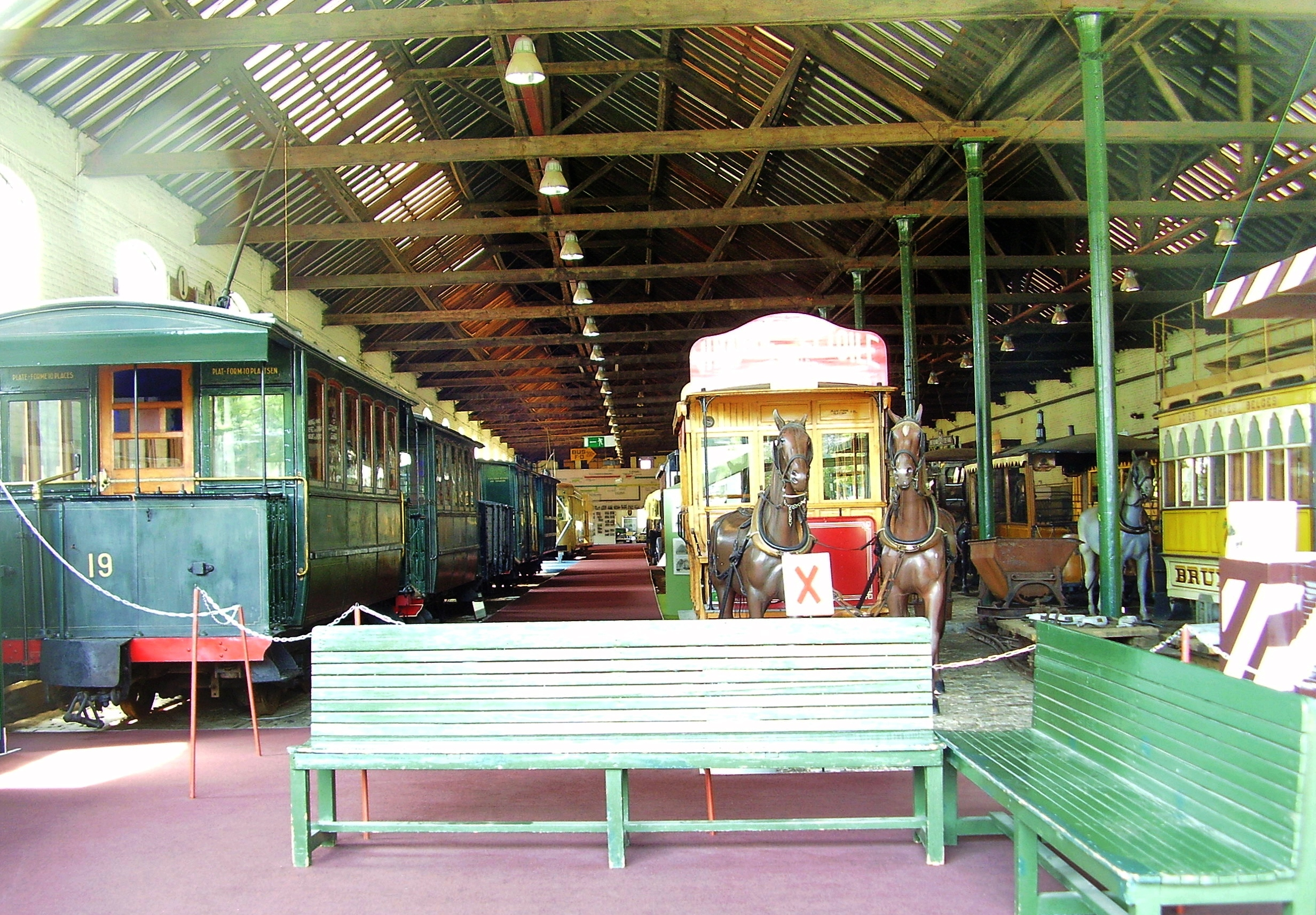
A villamosmúzeum a Woluwe Park közelében található

- A 71 hektár területű Woluwe Park a Woluwe folyó völgyében található, közvetlenül a Tervuren Avenue mellett. A parkban különféle élőhelyek (kiterjedt füves rétek, mocsaras-ingoványos területek, tavak) találhatók, utóbbiban hattyúk, sirályok, vadkacsák és gémek élnek. A parkban található egy óriásfenyő (Sequoiadendron giganteum), számos ciprus Cupressaceae és egyéb, a Brüsszel környékéni erdőségeket reprezentáló fafaj. A Vorstlaan túloldalán található a Woluwepark kiterjesztése, a Parc des Etangs Mellaerts. A park látképeit Herve Crespel belga festő örökítette meg. Archiválva 2008. július 24-i dátummal a Wayback Machine-ben
- A kerület legfontosabb temploma, az Église Saint-Pierre / Sint-Pieterskerk 1755-ben épült egy korábbi templom romjain, a Vorsti apátság támogatásával. A jelenlegi templom bal oldalán még megtalálható az eredeti építmény maradványai.
- A kerületben számos, a 20. század eleji építészeti stílusokat idéző villaépület található, mint például Palais Stoclet, amelyet 1905 és 1909 között építettek Josef Hoffmann tervei alapján és a ház festményeit, mozaikjait Gustav Klimt készítette el.

## Testvérvárosok
- Ruanda: Ruyumba, Gitarama Province
- Dél-Korea: Kangnam-ku
- USA: New Iberia, Louisiana
- Románia: Pécska
- Kína: Chaoyang

## Ld. még
- Woluwe-Saint-Lambert szomszédos kerület
- Woluwe folyó
- Sint-Stevens-Woluwe

## Külső hivatkozások
- Az önkormányzat hivatalos honlapja, francia, holland és angol nyelveken